# Салливан (округ, Нью-Гэмпшир)
Округ Салливан — один из десяти округов штата Нью-Гэмпшир. Административный центр — Ньюпорт. По состоянию на 2000 год население округа составляло 40 458 человек.
Округ Салливан был учреждён в 1827 году (выделен из северной части округа Чешир) и назван в честь Джона Салливана (англ. John Sullivan, 1740—1795) — американского генерала, героя Войны за независимость США, дважды бывшего губернатором (3-м и 5-м) штата Нью-Гэмпшир.

## География
По данным службы переписи населения США, округ занимает площадь 1 430 км², из которых 1 390 км² — суша и 40 км² — вода.

### Граничащие округа
- Графтон — север
- Мерримак — восток
- Хилсборо — юго-восток
- Чешир — юг
- Уиндем (Вермонт) — юго-запад
- Уинсор (Вермонт) — запад

### Особо охраняемые природные территории
- Национальный исторический объект Saint-Gaudens

## Демография
По данным переписи 2000 года в округе зарегистрировано 40 458 человек, 16 530 домашних хозяйств и 11 174 семей. Плотность населения — 29 человек на квадратный километр. Зарегистрировано 20 158 жилищных единиц (квартира или дом), со средней плотностью 14 единиц на квадратный километр.
Распределение по расам:
- белые — 97,99 %
- черные (афроамериканцы) — 0,24 %
- коренные американцы — 0,29 %
- азиаты — 0,37 %
- островные американцы — 0,02 %
- другие расы — 0,14 %
- смешанные расы — 0,94 %

Распределение по происхождению:
- латиноамериканцы — 0,55 %
- англичане — 16,9 %
- французы — 14,7 %
- франкоговорящие канадцы — 11,7 %
- американцы — 10,7 %
- ирландцы — 10,0 %
- немцы — 6,2 %
- итальянцы — 5,1 %

По родному языку:
- английский — 96,1 %
- французский — 1,6 %

По возрасту (средний возраст — 40 лет):
- до 18 лет — 23,9 %
- 18—24 года — 6,4 %
- 22—44 года — 28,0 %
- 45—64 года — 25,9 %
- 65 лет и старше — 15,8 %

По полу:
- женщины — 50,74 %
- мужчины — 49,26 %